# Корочин (Ивацевичский район)
Корочин (бел. Ко́рачын) — деревня в Ивацевичском районе Брестской области Беларуси. Входит в состав Житлинского сельсовета.

## География
Корочин находится в 25 км на юг от Ивацевичей и в 160 км на северо-восток от Бреста. Пролегают дороги Н-26391, Н-692.
Ближайшие населённые пункты Житлин, Ходаки и др.

### Гидрография
Озеро Корочин.

## История
С 1905 года в Гичицкой волости Слонимского уезда Гродненской губернии Российской империи.

## Население

### Численность
- 2019 год — 21 жителей

### Динамика
- 1905 год — 345 жителей[3]
- 1999 год — 54 жителей (перепись населения)
- 2009 год — 36 жителей (перепись населения)[3]
- 2019 год — 21 жителей (перепись населения)

## Улицы
- Гойшика
- Сивени

## Достопримечательность
- Курганный могильник периода раннего средневековья (IX-XIII вв.), расположен в урочище Борки около д. Корочин —  Историко-культурная ценность Республики Беларусь, шифр 113В000304.
- Мемориальный знак.
- Мемориальный комплекс партизанской славы «Хованщина»[4] — филиал государственного учреждения культуры «Ивацевичский историко-краеведческий музей»[5]. Расположен в 3 км на юг от деревни, в урочище Хованщина.

Он создан в 1971 году на месте, где в 1943-1944 гг., в годы Великой Отечественной войны, базировались Брестские подпольные обкомы Коммунистической партии Беларуси и ВЛКСМ, штаб Брестского партизанского отряда, а также типография подпольной газеты «Заря». Музей включает в себя отреставрированные 4 деревянных дома, 2 землянки, колодец и «Лесную школу» — место, где учились дети. Здесь представлены экспонаты о деятельности подпольных обкомов, штабе партизанского отряда, борьбе молодежи против немецко-фашистских захватчиков, работе газеты в условиях партизанской войны, партизанского госпиталя.

## Галерея

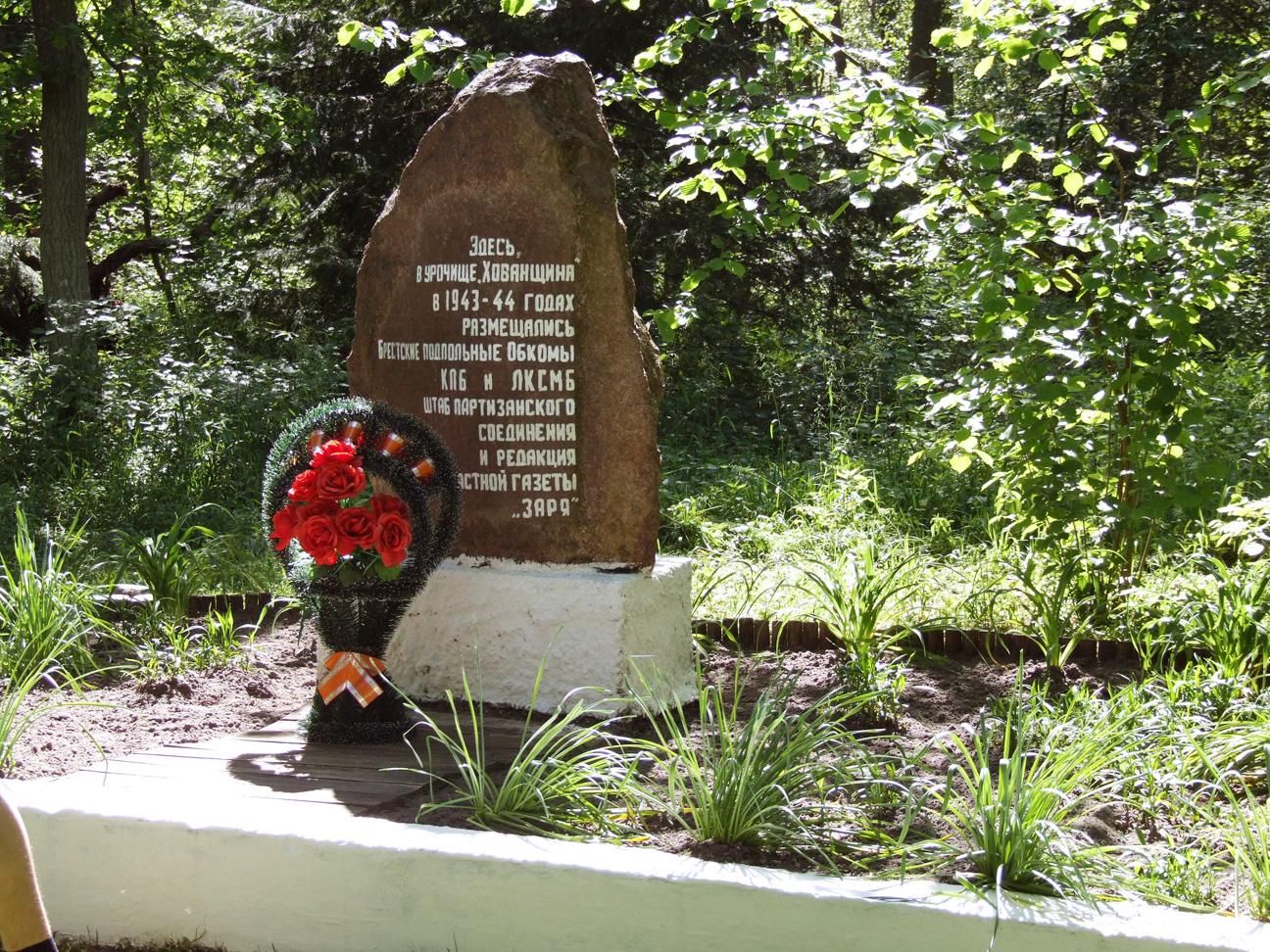
Мемориальный знак
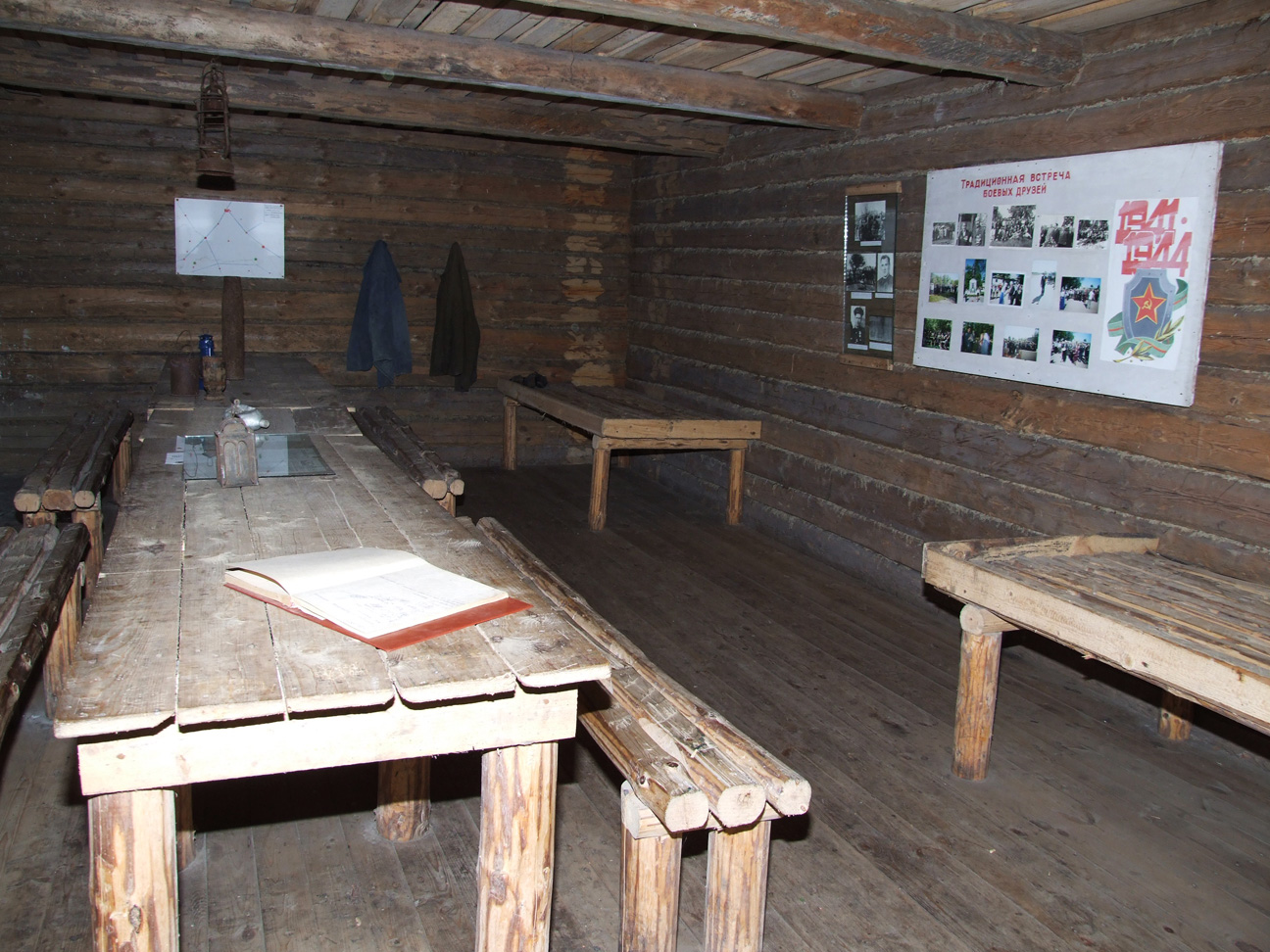
Музей партизанской славы
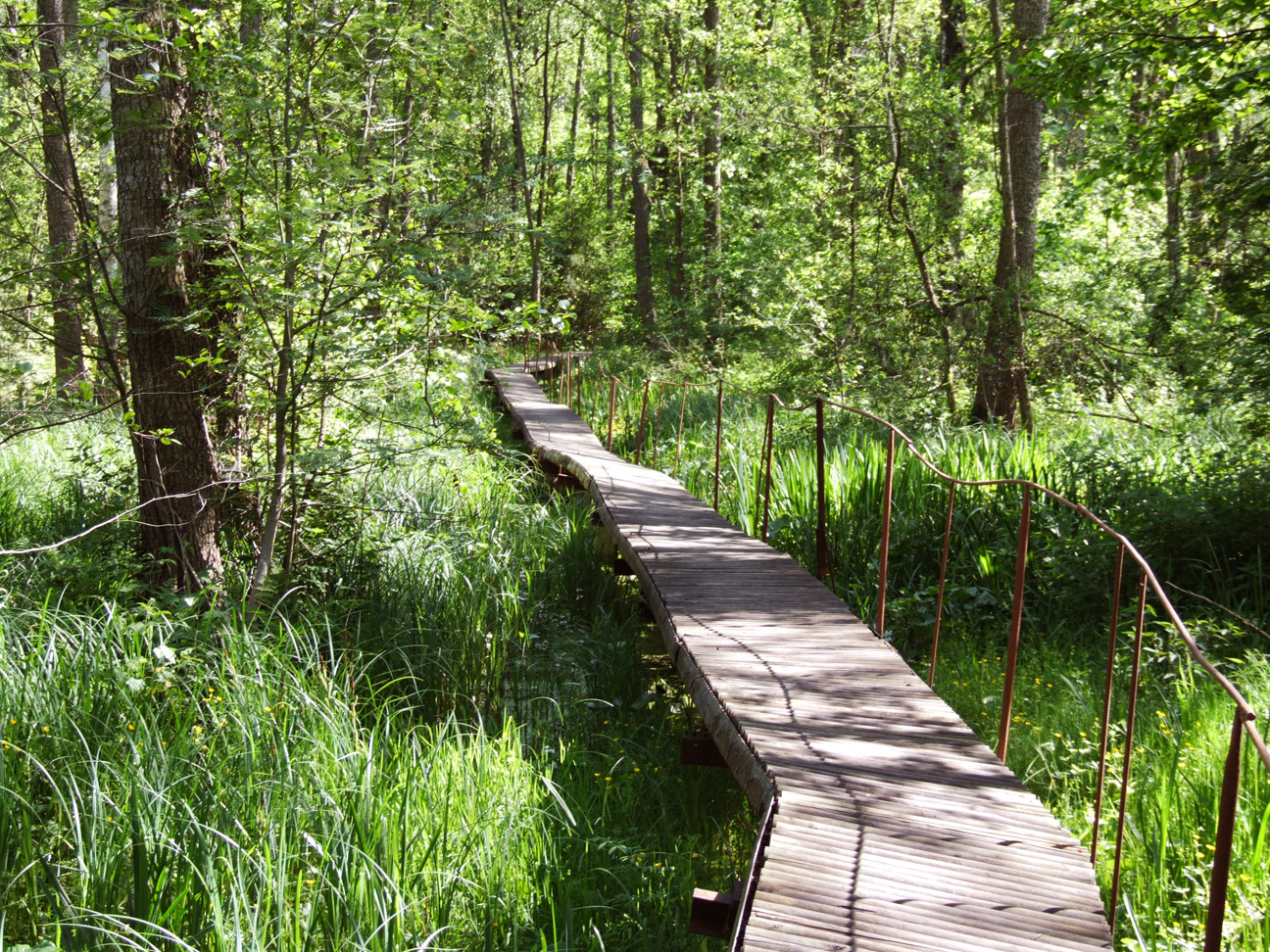
Урочище Хованщина

## Известные уроженцы
- Хруцкий, Константин Викентьевич (1855—1969) — участник русско-турецкой войны 1877—1878 гг.